# Trilobodrilus heideri
Trilobodrilus heideri är en ringmaskart som beskrevs av Adolf Remane 1925. Enligt Catalogue of Life ingår Trilobodrilus heideri i släktet Trilobodrilus och familjen Dinophilidae, men enligt Dyntaxa är tillhörigheten istället släktet Trilobodrilus och familjen Dorvilleidae. Arten har ej påträffats i Sverige. Inga underarter finns listade i Catalogue of Life.